# Journal d'une fille perdue (roman)
Pour les articles homonymes, voir Journal d'une fille perdue (homonymie).
Journal d'une fille perdue. D'une morte allemand : Tagebuch einer Verlorenen. Von einer Toten) est un ouvrage de Margarete Böhme publié pour la première fois en 1905 en Allemagne, plus précisément à Berlin chez l'éditeur F. Fontane (Friedrich Fontane). Il comptabilise plus de 1 200 000 exemplaires vendus, et est l'un des livres allemands les plus vendus de son époque.

## Résumé
Peu après sa confirmation, la jeune Thymian Gotteball, orpheline de mère, est séduite par Meinert, l'un des assistants de son père. Elle tombe enceinte de lui. Après la naissance de l'enfant illégitime, elle est placée dans un foyer. Désespérée et délaissée par son père qui s'est entre temps remarié, elle tombe dans la prostitution.

## Contexte
En 1905, Margarete Böhme publie le Journal d'une fille perdue, le présentant comme un journal prétendument authentique d'une prostituée. Environ 7 000 exemplaires furent imprimés au cours des cinq premiers mois. Moins de deux ans plus tard, en 1907, une édition de luxe est publiée marquant plus de 100 000 exemplaires imprimés. Toujours en 1907 paraît déjà la 100e édition de l'ouvrage. Le livre fut traduit en 14 langues. Marqué par une certaine impudence et une critique sociale forte, le livre fit d'emblée sensation. 
Après 1933, le Journal d'un fille perdue ne fut plus édité, de même que l'ensemble de l'œuvre de Margarete Böhme. Par la suite, le roman tomba dans l'oubli. Le livre est resté imprimé plus de 25 ans, jusqu'à ce qu'il soit chassé de l'édition par des groupes cherchant à le supprimer au début de l'ère nazie. Aujourd'hui[Quand ?], il n'y a plus de doute sur le fait que la totalité du livre a été écrite par Margarete Böhme elle-même.

## Éditions
- Margarete Böhme : Tagebuch einer Verlorenen. Von einer Toten. Herausgegeben von Margarete Böhme, F. Fontane & Co. Berlin, 1905 ; 100. Tausend 1907; 137. bis 139. Tausend 1908 Digitalisat Texte ;
- Tagebuch einer Verlorenen, Verlag Es werde Licht, Berlin, 1922, 1924 ;
- Tagebuch einer Verlorenen, Axia Verlag Berlin, 1931 ;
- Tagebuch einer Verlorenen, Suhrkamop Suhrkamp Verlag, Francfort-sur-le-Main, 1989.

## Adaptations cinématographiques
Le roman a inspiré trois films muets :
- Journal d'une femme perdue (1912), Allemagne, 1912. Réalisé par Fritz Bernhardt.
- Le Journal d'une fille perdue, Allemagne, 1918. Réalisé par Richard Oswald.
- Journal d'une fille perdue, Allemagne, 1929. Réalisé par Georg Wilhelm Pabst.

## Polémiques
Tagebuch einer Verlorenen est considéré comme une œuvre de fiction. Cependant, lors de sa première publication, le livre était considéré comme le véritable journal d'une jeune femme. Böhme a prétendu n'être que l'éditeur du manuscrit. L'histoire révélée dans le livre a suscité la controverse. Dans Tagebuch einer Verlorenen, Thymian se tourne vers la prostitution après avoir été séduite par l'assistant de son père et subit le mépris de sa famille et de ses voisins.
La publication et la vente du livre ont donné lieu à des spéculations quant à son auteur. Les lecteurs, les critiques et la presse sont divisés. Böhme et son éditeur ont toujours maintenu leur récit des origines du livre. Certaines premières éditions représentent même des pages manuscrites dites de la main de Thymian. La croyance en son authenticité a perduré dans certains milieux pendant des décennies.

## Accueil
En raison notamment de son sujet sensationnel, le livre s'est avéré extrêmement populaire. À la fin des années 1920, il s'était vendu à plus de 1 200 000 exemplaires, le classant parmi les livres les plus vendus de son époque. Un spécialiste contemporain l'a qualifié de « sans doute le récit autobiographique le plus notoire et certainement le plus réussi commercialement du début du XXe siècle. » L'écrivain Henry Miller le classa parmi les œuvres littéraires l'ayant le plus impressionné, le philosophe Walter Benjamin écrit à son sujet et Bram Stoker (Dracula) en fit également l'éloge.